# Мкртчян Мгер Альбертович
Мгер Альбертович Мкртчян (вірм. Մհեր Մկրտչյան; 30 березня 1972, Єреван, Вірменська РСР, СРСР) — вірменський режисер і продюсер, син відомого кінорежисера і сценариста Альберта Мкртчяна.

## Освіта
У 1989 р. вступив на сценарно-кінознавчий факультет ВДІК (Всесоюзний державний інститут кінематографії), у майстерню відомого сценариста Едуарда Яковича Володарського (автора таких фільмів, як «Свій серед чужих, чужий серед своїх», «Мій друг Іван Лапшин»). Закінчивши інститут в 1995-2006 рр. працював у банківському секторі. З 2015 р. Мгер Мкртчян є художнім керівником Єреванського театру імені М. Мкртчяна.

## Кар'єра
Довгі роки не мав ніякого відношення до кіно, працював у комерційних структурах. У 2006 році спільно з продюсерами Арменом Медведєвим і Аркадієм Григоряном запустив художній фільм «Троє і Сніжинка» з Іваном Ургантом у головній ролі. Був на цьому проекті автором сценарію, продюсером та режисером-постановником (співрежисером був Павло Бардін). Фільм вийшов на екрани в 2007 році. Фільм «Троє і Сніжинка» (РФ, 2007 р.) удостоївся призу «Весела надія» на кінофестивалі «Посміхнися, Росія!», як кращий дебютний фільм.

## Фільмографія
- «Троє і Сніжинка», РФ, 2007 р. (продюсер, автор сценарію і режисер)
- «Доросла донька, або тест на...», РФ, 2010 р. (автор сценарію і режисер)
- «Дід 005», РФ, 2013 (автор сценарію і режисер)
- «Дід 005» (10 ТВ серій), РФ, 2015 р., (автор сценарію і режисер)
- «Лінія», «Կյանք ու կռիվ» РВ, 2016 р., (автор сценарію і режисер)
- «Лінія 2:25 років потому», «Կյանք ու կռիվ» РВ, 2017 р., (автор сценарію і режисер)